# A magyar labdarúgó-válogatott mérkőzései 1955-ben
A magyar labdarúgó-válogatottnak 1955-ben tizenkét találkozójából öt Európa-kupa mérkőzés, a többi barátságos volt. A tizenkét találkozóból kettő lett döntetlen, a többit megnyerte a magyar csapat.
A tavaszi túrán már az utánpótlást kereste Sebes Gusztáv kapitány, a Norvégia elleni meccsen góllal mutatkozott be Tichy Lajos. Május 29-én Skócia vendégeskedett a Népstadionban, 100 000 néző először volt futballmeccsen itthon. Svájcban csak a 85. percben, Puskás tizenegyesből szerzett góljával nyert a csapat, az újonc Machos Ferenc két gólt lőtt.
Október 16-án a 100. Ausztria elleni találkozóra került sor, a kezdőrúgást Schlosser Imre végezte el 104 000 néző előtt.
Szövetségi kapitány:
- Sebes Gusztáv

## Eredmények
| 318. mérkőzés 1955. április 24. Európa-kupa | Ausztria       | 2 – 2             | Magyarország              | Práter-stadion, Bécs Nézőszám: 65 000 Játékvezető: Vaszílisz Diamandópulosz (GRE) |
| 318. mérkőzés 1955. április 24. Európa-kupa | Probst 12' 30' | (2 – 2) Részletek | Fenyvesi 5' Hidegkuti 29' | Práter-stadion, Bécs Nézőszám: 65 000 Játékvezető: Vaszílisz Diamandópulosz (GRE) |

| 319. mérkőzés 1955. május 8. | Norvégia | 0 – 5             | Magyarország                                   | Ullevaal Stadion, Oslo Nézőszám: 34 000 Játékvezető: Leo Helge (DEN) |
| 319. mérkőzés 1955. május 8. |          | (0 – 2) Részletek | Kocsis 6' Palotás 33' 55' Puskás 49' Tichy 74' | Ullevaal Stadion, Oslo Nézőszám: 34 000 Játékvezető: Leo Helge (DEN) |

| 320. mérkőzés 1955. május 11. | Svédország                                          | 3 – 7             | Magyarország                                                          | Råsunda Stadion, Stockholm Nézőszám: 40 000 Játékvezető: Aksel Asmussen (DEN) |
| 320. mérkőzés 1955. május 11. | Löfgren 39' S.O. Svensson 45' (11-esből) Isgren 69' | (2 – 4) Részletek | Kocsis 16' 29' 81' Puskás 20' (11-esből) 77' Szojka 25' Hidegkuti 47' | Råsunda Stadion, Stockholm Nézőszám: 40 000 Játékvezető: Aksel Asmussen (DEN) |

| 321. mérkőzés 1955. május 15. | Dánia | 0 – 6             | Magyarország                                  | Boldklub-pálya, Koppenhága Nézőszám: 41 000 Játékvezető: Arthur Luty (ENG) |
| 321. mérkőzés 1955. május 15. |       | (0 – 3) Részletek | Kocsis 21' 52' Palotás 24' Sándor 31' 69' 87' | Boldklub-pálya, Koppenhága Nézőszám: 41 000 Játékvezető: Arthur Luty (ENG) |

| 322. mérkőzés 1955. május 19. | Finnország   | 1 – 9             | Magyarország                                                             | Olimpiai stadion, Helsinki Nézőszám: 30 000 Játékvezető: John Erik Andersson (SWE) |
| 322. mérkőzés 1955. május 19. | Hiltunen 60' | (0 – 4) Részletek | Palotás 7' 12' 43' Puskás 39' Tóth II. 49' Csordás 51' 86' Tichy 64' 67' | Olimpiai stadion, Helsinki Nézőszám: 30 000 Játékvezető: John Erik Andersson (SWE) |

| 323. mérkőzés 1955. május 29. | Magyarország                          | 3 – 1             | Skócia       | Népstadion, Budapest Nézőszám: 100 000 Játékvezető: Friedrich Seipelt (AUT) |
| 323. mérkőzés 1955. május 29. | Hidegkuti 51' Kocsis 58' Fenyvesi 69' | (0 – 1) Részletek | G. Smith 43' | Népstadion, Budapest Nézőszám: 100 000 Játékvezető: Friedrich Seipelt (AUT) |

| 324. mérkőzés 1955. szeptember 17. Európa-kupa | Svájc                                 | 4 – 5             | Magyarország                                        | Olimpiai stadion, Lausanne Nézőszám: 45 000 Játékvezető: Jacques Devillers (FRA) |
| 324. mérkőzés 1955. szeptember 17. Európa-kupa | Vonlanthen II 16' 43' Antenen 64' 73' | (2 – 3) Részletek | Machos 20' 22' Kocsis 26' Puskás 57' 85' (11-esből) | Olimpiai stadion, Lausanne Nézőszám: 45 000 Játékvezető: Jacques Devillers (FRA) |

| 325. mérkőzés 1955. szeptember 25. | Magyarország          | 1 – 1             | Szovjetunió       | Népstadion, Budapest Nézőszám: 103 000 Játékvezető: Arthur Ellis (ENG) |
| 325. mérkőzés 1955. szeptember 25. | Puskás 87' (11-esből) | (0 – 0) Részletek | Ju. Kuznyecov 50' | Népstadion, Budapest Nézőszám: 103 000 Játékvezető: Arthur Ellis (ENG) |

| 326. mérkőzés 1955. október 2. Európa-kupa | Csehszlovákia | 1 – 3             | Magyarország                   | Strahov-stadion, Prága Nézőszám: 50 000 Játékvezető: Laurent Franken (BEL) |
| 326. mérkőzés 1955. október 2. Európa-kupa | Práda 74'     | (1 – 0) Részletek | Kocsis 6' Czibor 69' Tichy 84' | Strahov-stadion, Prága Nézőszám: 50 000 Játékvezető: Laurent Franken (BEL) |

| 327. mérkőzés 1955. október 16. Európa-kupa | Magyarország                                               | 6 – 1             | Ausztria  | Népstadion, Budapest Nézőszám: 104 000 Játékvezető: Karel van der Meer (HOL) |
| 327. mérkőzés 1955. október 16. Európa-kupa | Tichy 5' Kocsis 61' Czibor 65' 82' Tóth II. 67' Puskás 84' | (1 – 0) Részletek | Grohs 53' | Népstadion, Budapest Nézőszám: 104 000 Játékvezető: Karel van der Meer (HOL) |

| 328. mérkőzés 1955. november 13. | Magyarország                        | 4 – 2             | Svédország                               | Népstadion, Budapest Nézőszám: 90 000 Játékvezető: Martin Macko (TCH) |
| 328. mérkőzés 1955. november 13. | Tichy 13' Czibor 14' 60' Puskás 50' | (2 – 1) Részletek | S.O. Svensson 38' (11-esből) Löfgren 66' | Népstadion, Budapest Nézőszám: 90 000 Játékvezető: Martin Macko (TCH) |

| 329. mérkőzés 1955. november 27. Európa-kupa | Magyarország            | 2 – 0             | Olaszország | Népstadion, Budapest Nézőszám: 103 000 Játékvezető: Nyikolaj Latisev (RFU) |
| 329. mérkőzés 1955. november 27. Európa-kupa | Puskás 81' Tóth II. 84' | (0 – 0) Részletek |             | Népstadion, Budapest Nézőszám: 103 000 Játékvezető: Nyikolaj Latisev (RFU) |